# Molophilus (Molophilus) pertenuis
Molophilus (Molophilus) pertenuis is een tweevleugelige uit de familie steltmuggen (Limoniidae). De soort komt voor in het Neotropisch gebied.